# 대한민국 상법 제327조
대한민국 상법 제327조는 유사발기인의 책임에 대한 상법 회사법의 조문이다.

## 조문
제327조 (유사발기인의 책임) 주식청약서 기타 주식모집에 관한 서면에 성명과 회사의 설립에 찬조하는 뜻을 기재할 것을 승낙한 자는 발기인과 동일한 책임이 있다. 